# Joseph Götz (Politiker)
Joseph Götz (* 15. November 1895 in München; † 9. Mai 1933 im KZ Dachau) war ein bayerischer Politiker der KPD und Widerstandskämpfer gegen den Krieg als einer der revolutionären Matrosen von 1917.

## Leben
Joseph Götz machte nach dem Schulabschluss eine Schlosserlehre. 1914 wurde er zum Kriegsdienst zwangsrekrutiert. Von 1914 bis 1917 wurde er als Heizer bei der Kaiserlichen Marine eingesetzt. 1917 spielte er eine führende Rolle bei dem Matrosenaufstand auf der Nassau. Am 6. Dezember 1917 wurde er deswegen zu 6 Jahren Zuchthaus verurteilt. Seine Haftentlassung erfolgte aber wesentlich früher infolge der Novemberrevolution von 1918.
Götz kehrte nach München zurück, schloss sich dem Spartakusbund an und wurde so zum Gründungsmitglied der KPD. Er wurde ebenfalls Mitglied einer Matrosenkompanie, die sich für die Räterepublik einsetzte. Im Mai 1919 wurde er bei einer Demonstration gegen die Erschießung von Kommunisten in Nürnberg erneut verhaftet. Nach der Entlassung war er bis 1922 als Schlosser tätig und danach eine Zeitlang arbeitslos. 1923 wurde er hauptamtlicher Parteisekretär der KPD für Gewerkschaftsfragen bei der Bezirksleitung Südbayern. Von Oktober 1923 bis April 1924 wurde er in Schutzhaft genommen und im Juli 1924 zu sechs Monaten Gefängnis verurteilt.
Nach seiner Haftentlassung wurde er Mitte 1924 Organisationsleiter der KPD Südbayern. Um ihn vor weiteren Nachstellungen der Politischen Polizei Bayerns zu schützen, wurde er 1924 Reichstagskandidat und Kandidat zur Wahl für den Bayerischen Landtag, dem er in der 3. Wahlperiode von 1924 bis 1926 angehörte. Am 16. Februar 1925 wurde er trotz seines Abgeordnetenstatus auf einer süddeutschen KPD-Konferenz festgenommen und wegen Betätigung der in Bayern verbotenen KPD in Untersuchungshaft genommen. Trotz seiner Immunität als Mitglied des Landtags blieb er bis Dezember 1925 in München-Stadelheim inhaftiert. Im Januar 1926 folgte ein Prozess vor dem Reichsgericht in Leipzig, bei dem er zu drei Jahren und drei Monaten Gefängnis wegen Tätigkeit für die KPD verurteilt wurde. Im Juni 1926 wurde seine Immunität durch den Bayerischen Landtag aufgehoben und er floh nach Moskau. Götz erklärte im Januar 1927 von Moskau aus die Niederlegung seines Landtagsmandats. 1928 kehrte er nach einer Amnestie nach Deutschland zurück und wurde erneut Organisationsleiter der KPD-Südbayern.
Im März 1933 wurde Götz wegen seines Widerstands gegen den Nationalsozialismus von der Bayerischen Staatspolizei verhaftet und im KZ Dachau interniert. Nach einigen Wochen Folter durch die SS wurde Götz – nach der erfolgreichen Flucht von Hans Beimler – im Arrestlokal des KZ Dachau erschossen.